# 李筱亭
李筱亭（1880年—1961年），男，四川宜宾人，中华人民共和国政治人物。曾任西南军政委员会委员、四川省人民政府副主席。

## 生平
1954年，当选第一届全国人民代表大会代表。